# Фольварк (Белхатовський повіт)
Фольварк (пол. Folwark) — село в Польщі, у гміні Клещув Белхатовського повіту Лодзинського воєводства.
У 1975-1998 роках село належало до Пйотрковського воєводства.